# Cành cạch Mã Lai
Cành cạch Mã Lai, tên khoa học Ixos malaccensis, là một loài chim trong họ Pycnonotidae.